# Wattwiller

Wattwiller este o comună în departamentul Haut-Rhin din estul Franței. În 2009 avea o populație de 1.734 de locuitori.
Acest oraș se află în regiunea istorică și culturală din Alsacia.
Este cunoscut pentru apa minerală comercializată sub diferite prezentări. Are o zonă artizanală, o fermă mare, o fabrică de vinuri și un camping de renume internațional. Biserica sa este clasificată drept monument istoric. Traseul piedmont al drumului alsacian de la Saint-Jacques-de-Compostelle Wissembourg-Belfort traversează satul de la nord la sud.

## Geografie
Satul este susținut de ultimele pante ale sudului Vosges, formând o zonă intermediară de piedmont între masiv și câmpia Rinului. Miezul său istoric a fost construit lângă micul curs de munte ("Siehlbach" devenind "Rechen" în partea din aval). Este aceeași vale din Siehlbach, care formează bazinul de primire a apei de ploaie, alimentând, după o lungă ruta subterană, sursele minerale de origine profundă. Dacă centrul satului se află la o altitudine de 360 m, interdicția comună se extinde pe versanții sudici ai Hartmannswillerkopf și Molkenrain și ajunge la altitudini de 956 m și respectiv 1,121 m. Pe aceste pante se dezvoltă o pădure mixtă, unde predomină foioasele. Agricultura se extinde la sud și la est de sat spre câmpie. Există agricultura de bovine și unele culturi de cereale. Pantele dealurilor Weckenberg și Nodelberg, cu expunere sudică sau sud-est, au fost întotdeauna favorabile pentru cultivarea viței de vie. Fermele viticole s-au dezvoltat considerabil în ultimii ani.
În zona artizanală de-a lungul "drumului viticol" (D 5), se află filiala franceză Loos International (cazane industriale), precum și stația de îmbuteliere a Grandes Sources de Wattwiller. Alte întreprinderi, inclusiv cele din afara zonei artizanale sunt orientate în principal către activitățile de construcție.

## Istoric

### De la Evul Mediu până la Primul Război Mondial
Cetatea Wattwiller (Wattonvilare) este menționată încă din 735, într-o donație a contelui Eberhard în favoarea mănăstirii Murbach. Momentan încorporat în domeniul imperial, orașul a fost reintrodus în principatul abbey al lui Murbach în 1259, în care va rămâne până la Revoluția franceză. Ea a obținut charte în 1270, și o piață în 1464. Al doilea oraș al principatului Murbach, Wattwiller este orașul-șef al unei băljeni până la Revoluție. În a doua jumătate a secolului al XIII-lea satul a fost construit ca un oraș fortificat.
Orașul a devenit francez în 1680 după anexarea în Franța a mănăstirii Murbach. După revoluția din 1789 Wattwiller și-a pierdut treptat statutul de oraș, iar fortificațiile au fost dezmembrate în timpul domniei lui Napoleon Bonaparte. În 1871 Alsacia este atașată Imperiului German și va rămâne până în 1918 (Tratatul de la Versailles).

### Primul război mondial
De asemenea, deține Hirtzenstein, care va fi asediat de două ori de vânătorii alpini. Personalul ocupă diferitele clădiri ale litoralului. Ca urmare, pozițiile germane, inclusiv în sat, au devenit ținta focului de artilerie franceză. Populația este evacuată în satele câmpiei (Ensisheim) încă din decembrie 1914.
Locuitorii se vor întoarce după terminarea ostilităților, pentru a-și găsi satul, care nu este altceva decât ruine și deznădejde. Vor fi necesare barăci temporare pentru a găzdui servicii (depozite, locuri de cult), precum și unii dintre locuitori. Lucrările de reconstrucție vor dura până în anii treizeci.
Orașul a fost decorat pe 2 noiembrie 1921 în războiul din 1914-1918.

## Evoluția populației
Evoluția numărului de locuitori este cunoscută prin recensămintele populației desfășurate în comuna din 1793. Din 2006, populațiile legale ale comunelor sunt publicate anual de INSEE. Recensământul se bazează acum pe o colecție anuală de informații, care acoperă succesiv toate teritoriile municipale pe o perioadă de cinci ani. Pentru municipalitățile cu mai puțin de 10.000 de locuitori, se efectuează un sondaj de recensământ al întregii populații la fiecare cinci ani, populațiile legale ale anilor intermediari fiind estimate prin interpolare sau extrapolare. Pentru municipalitate, primul recensământ cuprinzător în cadrul noului sistem a fost realizat în 2005.
În 2015, municipalitatea avea 1.656 de locuitori, o scădere cu 4,88% față de 2010 (Haut-Rhin: + 1,71%, Franța, cu excepția Mayotte: + 2,44%).
| An        | 1975  | 1982  | 1990  | 1999  | 2006  | 2009  |
| --------- | ----- | ----- | ----- | ----- | ----- | ----- |
| Populație | 1.135 | 1.186 | 1.506 | 1.593 | 1.714 | 1.734 |